# Jesse Bradford

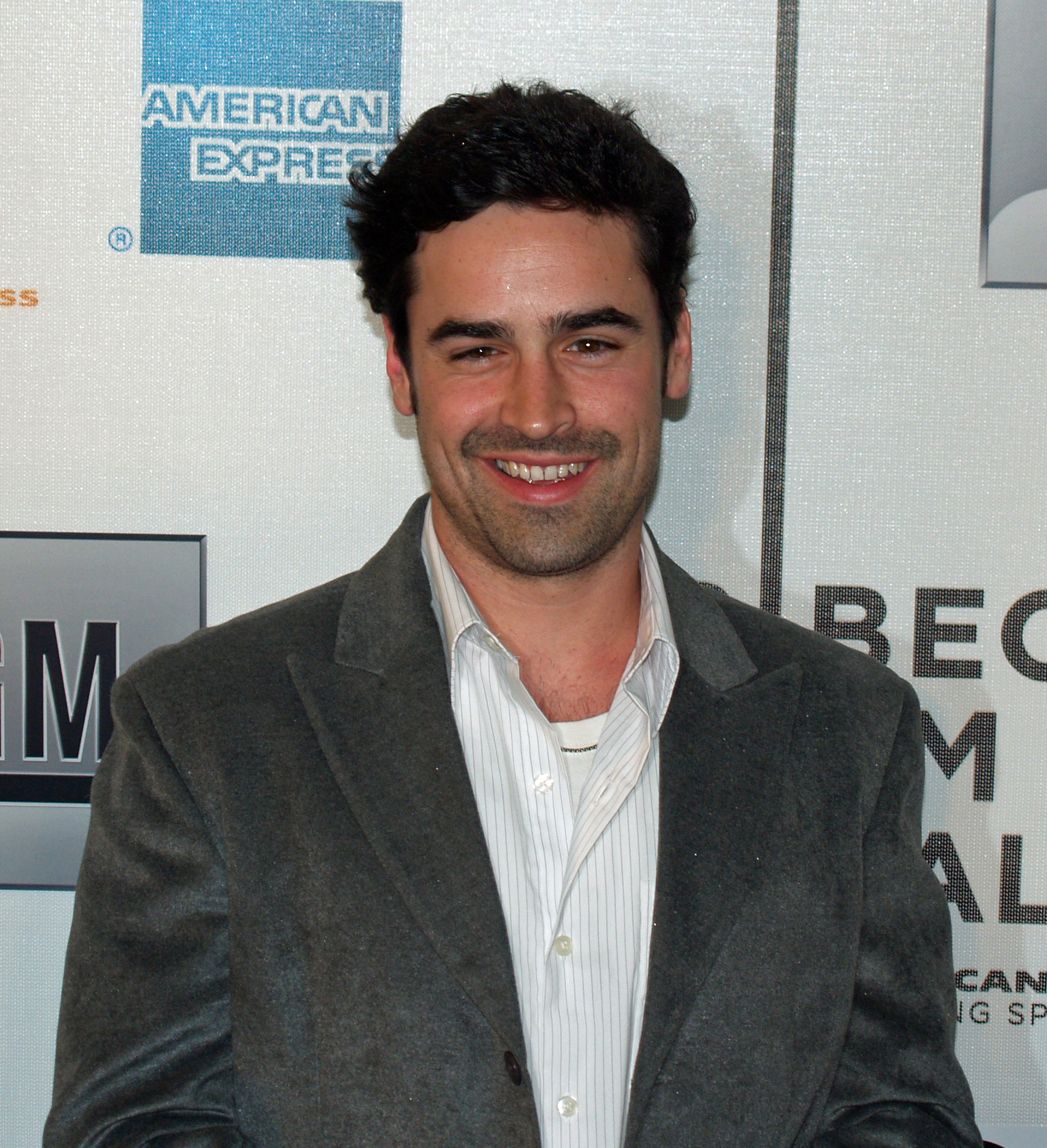
Bradford im April 2007

Jesse Bradford Watrouse (* 28. Mai 1979 in Norwalk, Connecticut) ist ein US-amerikanischer Schauspieler.

## Leben
Bradford gab 1984 als Filmsohn von Robert De Niro in Der Liebe verfallen sein Schauspieldebüt. Sein Durchbruch gelang ihm 1993 in Steven Soderberghs Drama König der Murmelspieler an der Seite von Jeroen Krabbé und Lisa Eichhorn. Diese Rolle brachte Bradford unter anderem eine Nominierung für die Young Artist Award. Anschließend spielte er in den Filmen Hackers – Im Netz des FBI mit Jonny Lee Miller und Angelina Jolie sowie in William Shakespeares Romeo & Julia von 1996. 2002 war Bradford zusammen mit Erika Christensen und Shiri Appleby im Thriller Swimfan zu sehen. Im gleichen Jahr machte er seinen Abschluss in Filmwissenschaften an der Columbia University. Jesse Bradford war 2006 in dem Kriegsdrama Flags of Our Fathers zu sehen und 2008 an der Seite von Elisha Cuthbert in My Sassy Girl, dem US-amerikanischen Remake des gleichnamigen südkoreanischen Erfolgsfilms.

## Filmografie (Auswahl)
- 1984: Der Liebe verfallen (Falling in Love)
- 1990: Aus Mangel an Beweisen (Presumed Innocent)
- 1990: My Blue Heaven
- 1993: König der Murmelspieler (King of the Hill)
- 1995: Gefährliche Wildnis (Far From Home - The Adventures of Yellow Dog)
- 1995: Hackers – Im Netz des FBI (Hackers)
- 1996: William Shakespeares Romeo + Julia (Romeo + Juliet)
- 1998: Die Zeit der Jugend (A Soldier's Daughter Never Cries)
- 1999: Speedway Junkie
- 2000: Girls United (Bring It On)
- 2002: Clockstoppers
- 2002: Swimfan
- 2003–2004: The West Wing – Im Zentrum der Macht (The West Wing, Fernsehserie, neun Episoden)
- 2005: Happy Endings
- 2004: Eulogy – Letzte Worte (Eulogy)
- 2006: Flags of Our Fathers
- 2008: CSI: Miami (Fernsehserie)
- 2008: The Echo
- 2008: My Sassy Girl – Unverschämt liebenswert (My Sassy Girl)
- 2008: W. – Ein missverstandenes Leben (W.)
- 2010: Outlaw (Fernsehserie, 8 Folgen)
- 2012–2013: Guys with Kids (Fernsehserie, 17 Folgen)
- 2012: Marvel One-Shot: Objekt 47 (Marvel One-Shot: Item 47, Kurzfilm)
- 2013: Bound
- 2013: 20 Minutes – The Power of Few (The Power of Few)
- 2013: 10 Rules for Sleeping Around
- 2015: Badge of Honor
- 2016: Dead Awake
- 2019: Magnum P.I. (Fernsehserie, Folge 2x06)